# Kansas City Kings 1982-1983
La stagione 1982-83 dei Kansas City Kings fu la 34ª nella NBA per la franchigia.
I Kansas City Kings arrivarono secondi nella Midwest Division della Western Conference con un record di 45-37, non qualificandosi per i play-off.

## Roster
| N° | Naz.                   | Ruolo | Sportivo         | Anno | Alt. | Peso |
| -- | ---------------------- | ----- | ---------------- | ---- | ---- | ---- |
| 8  | Stati Uniti (bandiera) | GA    | Eddie Johnson    | 1959 | 201  | 98   |
| 9  | Stati Uniti (bandiera) | A     | Kenny Dennard    | 1960 | 206  | 100  |
| 13 | Stati Uniti (bandiera) | AC    | Leon Douglas     | 1954 | 208  | 104  |
| 14 | Stati Uniti (bandiera) | GA    | Brook Steppe     | 1959 | 196  | 88   |
| 20 | Stati Uniti (bandiera) | A     | Ed Nealy         | 1960 | 201  | 108  |
| 22 | Stati Uniti (bandiera) | G     | Larry Drew       | 1958 | 185  | 77   |
| 25 | Stati Uniti (bandiera) | G     | Ray Williams     | 1954 | 191  | 85   |
| 30 | Stati Uniti (bandiera) | GA    | Kevin Loder      | 1959 | 198  | 93   |
| 32 | Stati Uniti (bandiera) | AC    | Reggie Johnson   | 1957 | 206  | 93   |
| 33 | Stati Uniti (bandiera) | AC    | Steve Johnson    | 1957 | 208  | 107  |
| 41 | Stati Uniti (bandiera) | AC    | LaSalle Thompson | 1961 | 208  | 111  |
| 42 | Stati Uniti (bandiera) | GA    | Mike Woodson     | 1958 | 196  | 88   |
| 50 | Stati Uniti (bandiera) | AC    | Joe Meriweather  | 1953 | 208  | 98   |
| 51 | Stati Uniti (bandiera) | A     | Reggie King      | 1957 | 198  | 102  |

## Staff tecnico
- Allenatore: Cotton Fitzsimmons
- Vice-allenatori: Frank Hamblen, Gary Fitzsimmons
- Preparatore atletico: Bill Jones